# クロード・イーザリー
クロード・ロバート・イーザリー（Claude Robert Eatherly、1918年10月2日 - 1978年7月1日）は、アメリカ空軍の軍人。最終階級は少佐。
テキサス州出身。

## 初期の生涯
第509混成部隊に所属。太平洋戦争末期の広島原爆投下作戦および長崎原爆投下作戦において、気象観測機「ストレートフラッシュ」のパイロットを勤めた。直前の7月20日には、攻撃が禁じられていた皇居に向けてパンプキン爆弾を投下した（実際は呉服橋付近に着弾）。この独断行為は昭和天皇の殺害を目論んだ行動とも言われている。
8月6日の作戦においては、エノラ・ゲイに数十分先行してテニアン島を離陸し、広島上空の天候を観測して爆撃可能の情報を打電している。その後、東京への核攻撃に備えた演習に参加することになっていたが、日本の降伏により中止された。
1946年7月1日、イーザリーは米軍のビキニ環礁での核実験であるクロスロード作戦のABLEテストに参加し、実験後に行われた飛行機での大気中の放射性降下物の調査の際に被曝した。妻が二度流産したのち、ジョン・ハーシーの著書『ヒロシマ』により自身の被爆と被爆者の実態を知ったことから、以降苦悩することとなる。1947年に除隊した。

## 退役後の苦悩
退役後、イーザリーは数回強盗事件を起こして逮捕された。そして、イーザリーは精神に異常をきたしたとしてテキサス州ウェイコのアメリカ軍の精神病院(Veterans' Administration Hospital)に一時隔離される。その後は妻にも逃げられ、酒に溺れる日々を送った。その後は喉頭癌で声を失い、1978年にヒューストンで生涯を終えた。命日は奇しくもクロスロード作戦で被曝した日であった。死後、ヒューストンのヒューストン国立墓地(Houston National Cemetery)に埋葬された。
病院の中から哲学者ギュンター・アンデルス(Günther Anders)との文通を交わし始めた。アンデルスはイーザリーの死後、交わされた書簡を『ヒロシマわが罪と罰 -原爆パイロットの苦悩の手紙』として出版している。
原爆を投下したエノラ・ゲイの搭乗員らについては、米国においてもマスコミで彼らが原爆投下の罪悪感から精神の異状をきたしたとたびたび流布され、彼らはいらだっていた。彼らの多くや原爆投下の擁護論者からは、イーザリーは自分の問題の合理化を行っている、国際左翼の歪曲も含めたプロパガンダである、イーザリーは目立ちたがり屋なのだといった主張も行われた。509混成部隊の同僚であるチャールズ・スウィーニー少佐（当時）は、原爆投下作戦に従事したことにより精神異常を来したというのは、イーザリーが戦後にテキサス州で雑貨屋に強盗に入り逮捕され、精神異常を理由に罪から逃れるためにした自己弁護の一つであり、でっち上げの話であると批判している。1962年にはイーザリーを含めた作戦に関わったメンバーが集会を開き話をしているが、ある隊員はこのときイーザリーは始終酔っていたと主張しているものの、イーザリーが、原爆は広島郊外の人のいない所に落とすべきだった、10万人を殺すことになるとは思わなかった、女性や子どもらが炎の中で逃げまどっている姿を夢に見ると、はっきり語っている様子が映像に残されている。

## 受章
- エア・メダル

## 関連書籍
- 佐藤とよ子『“原爆ヒーロー”エザリーの神話』朝日新聞社、1986年 ISBN 978-4022555809
- ギュンター・アンデルス、クロード・イーザリー（篠原正瑛訳）『ヒロシマわが罪と罰』筑摩書房、1987年